# Ратґерський університет
Ратґерський університет, часом Рутгерський університет (англ. Rutgers University (Rutgers, The State University of New Jersey)) — державний дослідницький університет США, найбільший вищий навчальний заклад штату Нью-Джерсі. Університет пропонує близько 100 спеціальностей на ступінь бакалавра, 100 — магістра і 80 докторських програм. В університеті існують 175 наукових кафедр, 29 шкіл і коледжів, у 16-и з яких здійснюється післядипломна освіта.

## Історія
Заснований 1766 року, є 8-м найстарішим вишем країни й одним з 9-ти колоніальних коледжів, створених до здобуття Сполученими Штатами незалежності. Спочатку, Ратґерський університет був приватним університетом при Голландській реформатській церкві, тому до нього вступали тільки студенти чоловічої статі. Тепер це державний дослідницький університет, в якому практикується спільне, світське навчання. Поряд з Коледжем Вільяма і Мері, Ратґерський університет є одним з двох колоніальних коледжів, які стали громадськими університетами.
1945 року зі зміною статусу, була змінена й офіційна назва на «Університет штату Нью-Джерсі». Три кампуси університету відповідно розміщені в Нью-Брансвіку / Піскатавей, Ньюарку та Камдені. Кампус в Ньюарку раніше був Ньюаркським університетом, але 1946 року об'єднався з Ратґерським. Кампус в Камдені був створений 1950 року на базі Коледжу Південного Джерсі.

## Рейтинги
2011 року Ратґерський університет посів 81-ше місце в загальносвітовому рейтингу Times Higher Education World University Rankings і 59-те в Академічному рейтингу університетів світу.

## Персоналії
- Зельман Ваксман — лауреат Нобелівської премії, розробив стрептоміцин у лабораторії в Ратґерському університеті
- Джеймс Ґандольфіні — американський актор
- Олександр Мотиль — американсько-український історик, політолог і письменник, викладач університету[17]
- Поль Робсон — співак і борець за громадянські права
- Рут Бейдер Гінзбург — знаменита американська феміністка, суддя Верховного суду США, викладала в університеті у 1960-х — 1980-х роках
- Рене Жуаєз — військовик, лікар і дослідник, працював доцентом кафедри хірургії в Коледжі медицини та стоматології Нью-Джерсі
- Тарас Гунчак — український історик, викладач університету